# Herskere med navnet Christian
Liste over herskere med Christian til fornavn. Ikke-regerende fyrstelige er ikke medtaget her (se prins Christian). Fra det tysk-romerske Rige er medtaget herskere, der var rigsumiddelbare.

## Christian
- Christian af Serimunt, greve (937-950)
- Christian af Waldeck, greve (1588–1607)
- Christian af Braunschweig-Lüneburg, hertug (1611-1633)
- Christian af Slesvig-Holsten-Sønderborg-Ærø, hertug (1622-1633)
- Christian af Braunschweig-Wolfenbüttel, hertug (1626)
- Christian af Liegnitz-Brieg, hertug (indtil 1672)
- Christian af Sachsen-Eisenberg, hertug (1680-1707)
- Christian af Sachsen-Weissenfels, hertug (1712–1736)
- Christian af Brandenburg-Bayreuth, markgreve (1603-1655)
- Christian af Ortenburg, greve (1666-1684)
- Christian af Hessen-Wanfried-Rheinfels, landgreve (1731-1755)
- Christian af Nassau-Dillenburg, fyrste (1724-1739)
- Christian af Hohenlohe-Waldenburg-Bartenstein, greve (1627–1675)

### Christian 1.
- Christian 1. af Danmark, Norge og Sverige, konge (1448-1481)
- Christian 1. af Sachsen, hertug og kurfyrste (1586-1591)
- Christian 1. af Pfalz-Bischweiler, hertug (1600-1654)
- Christian 1. af Sachsen-Merseburg, hertug (1656-1691)
- Christian 1. af Anhalt-Bernburg, fyrste (1606-1630)
- Christian 1. af Oldenburg, greve (-1167)

### Christian 2.
- Christian 2. af Danmark, Norge og Sverige, konge (1513-1523)
- Christian 2. af Sachsen, hertug og kurfyrste (1591-1611)
- Christian 2. af Pfalz-Bischweiler, hertug (1654-1717)
- Christian 2. af Sachsen-Merseburg, hertug (1691-1694)
- Christian 2. af Anhalt-Bernburg, fyrste (1630-1656)
- Christian 2. af Oldenburg, greve (1209-1233)

### Christian 3.
- Christian 3. af Danmark og Norge, konge (1534-1559)
- Christian 3. af Pfalz-Zweibrücken, hertug (1717-1735)
- Christian 3. af Oldenburg, greve (-1285)

### Christian ...
- Christian 4. af Danmark og Norge, konge (1588-1648)
- Christian 4. af Pfalz-Zweibrücken, hertug (1735-1775)
- Christian 5. af Danmark og Norge, konge (1670-1699)
- Christian 5. af Oldenburg, greve (1368-1398)
- Christian 6. af Danmark og Norge, konge (1730-1746)
- Christian 7. af Danmark og Norge, konge (1766-1808)
- Christian 8. af Danmark, konge (1839-1848)
- Christian 9. af Danmark, konge (1863-1906)
- Christian 10. af Danmark, konge (1912-1947)

## Christian ...
- Christian Albrecht af Slesvig-Holsten-Gottorp, hertug (1659-1695), fyrstbiskop af Lübeck (1655-1666)
- Christian Albrecht af Brandenburg-Ansbach, markgreve (1686–1692)
- Christian August 1. af Slesvig-Holsten-Sønderborg-Augustenborg, hertug (1768-1810)
- Christian August 2. af Slesvig-Holsten-Sønderborg-Augustenborg, hertug (1798-1869)
- Christian August af Pfalz-Sulzbach, hertug (1632-1708)
- Christian August af Slesvig-Holsten-Gottorp, fyrstbiskop af Lübeck (1705-1726)
- Christian Eberhard af Ostfriesland, der Friedsame, fyrste (1690-1708)
- Christian Ernst af Brandenburg-Bayreuth, markgreve (1655-1712)
- Christian Ernst af Sachsen-Coburg-Saalfeld, hertug (1729-1745)
- Christian Günther af Schwarzburg-Sondershausen, fyrste (1758-1794)
- Christian Ludvig af Braunschweig-Lüneburg, hertug (1641-1665)
- Christian Ludvig 1. af Mecklenburg, hertug (1658-1692)
- Christian Ludvig 2. af Mecklenburg, hertug (1747-1756)
- Christian Ulrik 1. af Württemberg-Oels, hertug (1696-1704)
- Christian Ulrik 2. af Württemberg-Wilhelminenort, hertug
- Christian Vilhelm af Schwarzburg-Sondershausen, fyrste (1666-1721)

## Gejstlige herskere
- Christian von Passau, fyrstbiskop (991-1017)
- Christian 1. von Buch, ærkebiskop af Mainz (1160-1161, 1165-1183)
- Christian 2. von Bolanden, ærkebiskop af Mainz (1249-1251)
- Christian von Witzleben (død 1394), von 1381 bis 1394 biskop af Naumburg
- Christian Vilhelm af Brandenburg, markgreve og ærkebiskop af Magdeburg (1598-1631)